# El tocador
El tocador (Le Boudoir) és un oli sobre tela de 73 × 60 cm pintat per Henri Matisse vers l'any 1921 i dipositat al Museu de l'Orangerie de París.

## Context històric i artístic
L'obra pot ésser datada el 1921 perquè la figura asseguda és Marguerite, la filla de Matisse, que aquell any el va anar a veure a Niça i perquè se sap que l'artista va deixar definitivament l'hotel la tardor d'aquell mateix any. Matisse lamentarà la desaparició, l'any 1929, d'aquest hotel, on havia copsat les suaus modulacions de l'ambient interior sota els efectes de la llum mediterrània, filtrada de maneres diverses per la finestra:
| « | "Un bon hotel d'aquells de tota la vida, ja ho crec! I quins sostres a la italiana més bonics! Quines rajoles! Va ésser un error enderrocar aquell edifici. M'hi vaig quedar quatre anys pel plaer de pintar nus i figures en un vell saló rococó. Recordeu la llum que teníem a través de les persianes? Venia de sota, com en un escenari. Tot era fals, absurd, fantàstic, deliciós..." | » |

## Descripció
Aquest Tocador, com el La noia del gerro de flors o El nu rosa i Les dones del canapè o El Divan, també fou pintat dins d'una cambra de l'Hôtel de la Méditerranée, que hom reconeix per la finestra i el mobiliari. Com en les altres teles de la sèrie, la tècnica recorda l'aquarel·la, però ací la matèria és més fluida i els tons més pàl·lids i esmorteïts. Una llum uniforme inunda l'estança d'una mena de frescor blanquinosa. La composició, una vegada més, condueix la vista cap a la finestra, per on es veu un trosset de cel blanc i una palmera de la Promenade des Anglais.
Les dones no estan mirant cap a l'espectador, sinó que més aviat semblen estar mirant cap a un altre costat de l'habitació, el qual és separat d'elles per un gran finestral envoltat de grans cortines blanques. A la part dreta hi ha un espill emmarcat per caps de cigne damunt d'un tocador. Les línies de la composició atreuen la mirada de l'espectador cap a l'exterior, a través de la finestra: el cel i la palmera.
Els tons pàl·lids mostren una transició entre el cubisme de la dècada del 1910 i el nou estil adoptat pel pintor en la dècada del 1920. Com s'ha esmentat abans, la gamma de colors -molt clars- i la tècnica són similars a les d'una aquarel·la. Les rajoles de color rosa, el ram de flors al tocador de la dreta i els tons grocs d'una faldilla, de la butaca i de les parets afegeixen un delicat toc de calidesa als pàl·lids blancs, grisos i blaus.